# 이시백 묘
이시백 묘는 대한민국 충청남도 천안시 동남구에 있다. 1995년 5월 10일 천안시의 향토문화유산 제43호로 지정되었다.

## 개요
인조반정 정사공신2등으로 책봉된 이시백 묘이다.